# Grassimuseum
El Grassimuseum és ara el nom que rep un complex d'edificis a Johannisplatz a Leipzig, que acull el Museu d'Arts Aplicades (abans: Museu d'Arts Decoratives o Museu d'Arts i Oficis), el Museu d'Etnologia de Leipzig i el Museu de Instruments musicals a la Universitat de Leipzig. Altres formes del nom són Grassi Museum Leipzig, Museums in Grassi, New Grassi Museum (en contrast amb el primer edifici anomenat així; avui la biblioteca de la ciutat, vegeu més avall).

## Història
El nom del Museu Grassi prové de Franz Dominic Grassi, un comerciant de Leipzig d'origen italià. Després de la seva mort l'any 1880, va deixar a la ciutat una fortuna de més de dos milions de marcs, que va servir per finançar i donar suport a nombrosos projectes d'edificació.
Entre 1892 i 1895, el primer Grassimuseum, l'antic Old Grassimuseum, es va construir a Leipzig a Königsplatz (avui Wilhelm-Leuschner-Platz). Originàriament va albergar el Museu d'Estudis Regionals i el Museu d'Arts Decoratives; avui en dia es troba la Biblioteca Municipal de Leipzig. A més del Museu Grassi, també es van construir la Gewandhaus i la Font de Mende amb els béns deixats per Grassi.
El Grassimuseum es va incloure al Llibre Blau publicat l'any 2001. El Llibre Blau és una llista d'institucions culturals d'importància nacional a Alemanya de l'Est i actualment inclou 23 els anomenats fars culturals.

## Nou edifici del museu
El motor de la substitució de l'antic Grassimuseum, que havia quedat massa petit, va ser Richard Graul (director del museu entre 1896 i 1929). A proposta de Graul, es va celebrar un concurs d'arquitectura per a un nou edifici del museu a "Johannisplatz", els costos de construcció del qual encara es podien cobrir amb l'herència de Grassi. El disseny del despatx d'arquitectura de "Leipzig Wunsch & Voigt" va sortir victoriós del concurs. El pla de desenvolupament urbà preliminar, en el qual el Grassimuseum pretenia ser el punt de partida d'una expansió de la ciutat cap a l'est, provenia de l'oficial d'urbanisme Hubert Ritter. El nou complex, estructurat al voltant de diversos patis, va ser construït entre 1925 i 1929 sota el lideratge de Ritter al lloc de l'antic "antic" Hospital de Sant Joan (1278-1928). L'edifici, amb ressons estilístics de la Nova Objectivitat i l'Art Deco, es considera un dels pocs edificis de museus alemanys nous del període de la República de Weimar. El conjunt d'edificis té un total de 27.000 metres quadrats d'espai útil. Les seves ales s'estenen entre dos carrers arterials (Dresdner Straße i Prager Straße). Originalment estaven dirigides a l'església de Sant Joan, que va ser volada l'any 1963.
En la inauguració oficial del nou Museu Grassi l'any 1929, va acollir el Museu d'Arts Decoratives, el Museu d'Etnologia, el Museu d'Estudis Regionals i el Museu d'instruments musicals.
El 1943, el Museu Nou Grassi va ser molt afectat durant un atac aeri, desenes de milers d'objectes de les col·leccions van ser cremats, la reconstrucció va començar el 1947 i les primeres exposicions es van reobrir el 1954. L'any 1981 es va produir un accident a la instal·lació de calefacció, que va provocar la suspensió de l'activitat expositiva durant quatre anys. Finalment, el Grassimuseum va ser totalment restaurat entre 2001 i 2005. Es va prendre la decisió de crear un museu de llum artificial que fos més rendible i es van retirar les antigues finestres de la façana, la qual cosa va suposar una greu interferència amb la substància catalogada. L'edifici del museu es va reobrir a finals de 2005. L'1 de desembre de 2007, després de set anys de restauració, el Museu d'Arts Aplicades es va reobrir cerimoniosament.
L'any 2011, les finestres de Josef Albers de l'escala principal, que van ser destruïdes durant la guerra, van ser restaurades pel taller de vitralls de "Paderborn Peters".

## Fira de l'herba
Richard Graul va fundar la fira de vendes del museu l'any 1920, que va passar a la història com la fira de l'herba. Tenia la intenció de fer front als productes comercials produïts en massa que s'oferien en grans fires de mostres i impressionar només amb els seus estàndards de qualitat.
En introduir un estricte principi de jurat, Graul va aconseguir establir ràpidament la Grassimesse com un fòrum reconegut a tot Europa per a l'elit de les arts i l'artesania de l'època i, pas a pas, incloure també la producció industrial orientada a l'art. La participació a la Grassimesse va ser com un segell de qualitat.
Des de la seva fundació l'any 1997, la Grassimesse té lloc un cop l'any l'últim cap de setmana d'octubre. Uns 100 expositors nacionals i estrangers presenten i venen obres actuals a la fira de tres dies.

## Exposicions
- 2017: Arquitectura comprensible: la importància de les manetes de les portes en l'arquitectura. Catàleg.[1]
- 2018: Porcellana de Delft – Façana europea.
- 2019: BAUHAUS_SAXONY.

## Film
- Museums-Check mit Markus Brock: Museen im Grassi Leipzig. 30 Min. Erstausstrahlung: 2. November 2014.[2]